# Hyagnis brevipes
Hyagnis brevipes är en skalbaggsart som beskrevs av Stefan von Breuning 1939. Hyagnis brevipes ingår i släktet Hyagnis och familjen långhorningar. Inga underarter finns listade i Catalogue of Life.